# Рагби репрезентација Индије
Рагби јунион репрезентација Индије је рагби јунион тим који представља Индију у овом екипном контактном спорту. Рагби је други најпопуларнији зимски спорт у Индији после фудбала. Рагби су као и крикет донели у Индију Енглези крајем 19. века. Рагби савез Индије је основан 1968. Најтежи пораз рагбистима Индије нанео је Сингапур 1998. 85-0. Најубедљивију победу Индија је остварила над Пакистаном 2008. 92-0. Дрес рагби јунион репрезентације Индије је плаве боје, селектор је Митсутаке Хагимото, а капитен је Насер Хусејин.

## Тренутни састав
Парвендер Сињ
Нареш Кумар
Суреш Сајван
Суриндер Сињ
Џага Сињ
Туивели Серукалоу
Камелдеп Дагар
Хришкиш Пенсе
Гаутам Дагар
Насер Хусејин - капитен
Викас Кахири
Рохит Сињ
Притам Рој
Дипек Дигар
Рохан Сета
Принц Каири
Навдип Сињ Лаири
Ајинаш Синде
Армен Макариан
Бикаш Јена
Самсер Сирван